# Alain Perducat
Pas d'image ? Cliquez ici

a Compétitions nationales et continentales officielles uniquement.

b Matchs officiels uniquement.
Alain Perducat, né le 12 octobre 1935 à Neuilly-sur-Seine et mort le 14 avril 2012 à Selles-Saint-Denis, est un joueur de rugby à XIII international français. En club, il a joué pour le bataillon de Joinville, le celtic de Paris et RC Roanne.

## Biographie

### Palmarès
- Collectif
  - Vainqueur du Championnat de France : 1960 (Roanne).
  - Finaliste du Championnat de France : 1961 (Roanne).

### Détails en sélection
| 1. | 23 juillet 1960 | Nouvelle-Zélande | 2-9 | Test-match | Ailier | - | - | - | - |
| 2. | 6 août 1960     | Nouvelle-Zélande | 3-9 | Test-match | Ailier | - | - | - | - |